# Samba (film din 1965)
Samba (titlul original: în spaniolă Samba) este un film muzical hispano-brazilian, realizat în 1965 de regizorul Rafael Gil, protagoniști fiind actorii Sara Montiel, Marc Michel, Fosco Giachetti și Carlos Alberto. 

## Rezumat
Cântăreața braziliană Laura Monteiro este ucisă în cabina sa de către iubitul ei gelos, João Fernandes de Oliveira, care a descoperit că îl înșela cu Assis și intenționează să scape de el fugind la Buenos Aires cu Assis. Între timp, Belén Moreira, care locuiește în „Favela do Salgueiro” și este o sosie a Laurei, merge la Copacabana cu iubitul ei Paulo. Doi gangsteri ai unei bande care face contrabandă cu pietre prețioase cusute în costume de carnaval o văd pe Belén și îl obligă pe președintele Școlii de Samba din Salgueiro să o invite pe Belén să interpreteze Chica da Silva în parada de carnaval. Costumul ei este pregătit cu pietre prețioase adevărate pentru a fi aduse prin contrabandă în Europa.

## Distribuție
- Sara Montiel – Belén / Laura Monteiro
- Marc Michel – Paulo
- Fosco Giachetti – João Fernandes de Oliveira
- Carlos Alberto – Assis
- José Prada – avocatul lui Oliveira
- Zeni Pereira – Trinidad
- Eliezer Gomes – gangsterul negru
- Antonio Pitanga – prietenul lui Paulo
- Álvaro Aguiar – gangsterul alb
- José Policena
- Antonia Marzullo – Belén's grandmother
- Grande Otelo – Freitas
- Arlindo Rodrigues – propriul rol  / Salgueiro art director
- Leila Adiles
- Ernesto Alves
- Nestor de Montemar
- Moacyr Deriquém – seducătorul din Copacabana
- Wilson Grey – bărbatul din comitetul școlii de samba
- Milton Luiz
- Ciro Monteiro – President of Salgueiro Samba School
- Maria Regina
- Leonardo Villar